# 데브옵스 툴체인

데브옵스 툴체인의 개요.

데브옵스 툴체인(DevOps toolchain)은 데브옵스(DevOps) 적용이 가능한 툴을 묶어 하나의 체인 형식으로 모든 과정(기획-개발-빌드-테스트-배포-모니터링-산출물-KnowledgeBase)을 묶어 사용하는 개념이다. 데브옵스 문화를 효과적으로 적용하기 위한 방법론이다.

## 같이 보기
- 지속적 배포
- 지속적 통합